# Samuel Sáiz
Samuel Sáiz, född den 22 januari 1991 i Madrid, är en spansk fotbollsspelare som spelar för Girona. Han har tidigare tillhört en rad spanska klubbar och engelska Leeds United. Sáiz kan spela som offensiv mittfältare eller forward.

## Klubblagskarriär

### Real Madrid, Spanien
Sáiz kom till Real Madrid som åttaåring och spelade senare för klubbens C-lag, innan han tog plats i det officiella reservlaget Real Madrid B, som tävlar i Segunda División. Därefter tillhörde han bland andra Getafe och Atlético Madrid innan han 2015 kom till Huesca i andradivisionen, inledningsvis på lån. Säsongen 2016/2017 gjorde han tolv mål medan Huesca nådde kvalet till La Liga.

### Leeds United
Sommaren 2017 försökte flera klubbar i La Liga värva Sáiz, men den 10 juli meddelade den engelska klubben Leeds United att man kommit överens med Huesca om en permanent övergång. Övergångssumman rapporterades ligga på 3 miljoner pund, och kontraktet skrevs över fyra år. Sáiz debuterade för Leeds United i en ligacupmatch mot Port Vale den 9 augusti 2017, där han gjorde ett hattrick. Hans ligadebut följde tre dagar senare, då han blev inbytt mot Preston North End. Den 19 augusti 2017 gjorde Sáiz sitt första seriemål i en seger med 2-0 mot Sunderland. Fyra dagar senare gjorde han mål på nytt, mot Newport County i ligacupen, och den 12 september kom hans andra seriemål mot Birmingham City. Den 21 oktober 2017 gjorde Sáiz två mål under matchens första femton minuter i Leeds seger med 3-0 mot Bristol City, vilket tog hans målsnitt så långt under säsongen till åtta mål på tretton matcher i alla tävlingar. Han vann senare också pris som klubbens bäste spelare under oktober månad.
Den 7 januari 2018 blev Sáiz utvisad i slutminuterna av förlusten med 2-1 mot Newport County i FA-cupens tredje omgång, efter att ha spottat på en motspelare. Han blev avstängd i de sex följande seriematcherna, på vilka Leeds endast lyckades ta två poäng. Klubbens huvudtränare Thomas Christiansen, som fick sparken den 4 februari 2018 efter sju matcher utan seger, uttryckte senare att Sáiz avstängning hade varit en starkt bidragande orsak till hans avsked. Sammanlagt spelade Sáiz 37 matcher för Leeds under sin debutsäsong, och gjorde sju mål, samtliga mellan augusti och november.
Sáiz inledde säsongen 2018/2019 starkt, som en viktig del av det Leeds-lag som under hösten gick upp i serieledning, men förlorade i oktober sin ordinarie startplats. I december 2018 begärde Sáiz att få lämna Leeds, med hänvisning till att han och hans höggravida flickvän inte trivdes i England utan ville flytta tillbaka till Spanien. Den 17 december lånades han ut till sin tidigare klubb Getafe för resten av säsongen, med en permanent övergång för omkring sex miljoner pund planerad till kommande sommar.

#### Getafe (lån)
Den 6 januari 2019 gjorde Sáiz sin första match för Getafe efter klubbytet, ett inhopp hemma i serien mot Barcelona. Det blev hans endast andra match i La Liga, efter debuten 2012, också den med Getafe. Sáiz spelade 12 matcher för Getafe i alla tävlingar, varav två ligamatcher från start. Han gjorde ett mål.
Under våren 2019 figurerade Sáiz i en matchfixningsskandal i Spanien. Han vittnade frivilligt och undgick åtal.

### Girona
Den 18 juli 2019 värvades Sáiz av den katalanska klubben Girona i Segunda División. Övergångssumman spekulerades ligga mellan två och tre miljoner pund, och kontraktet skrevs över fyra år.